# Targen (köpinghuvudort i Kina, Heilongjiang Sheng, lat 52,24, long 124,71)
Targen (kinesiska: 塔尔根, 塔尔根镇) är en köpinghuvudort i Kina. Den ligger i provinsen Heilongjiang, i den nordöstra delen av landet, omkring 730 kilometer norr om provinshuvudstaden Harbin. Antalet invånare är 2 369. Befolkningen består av 1 133 kvinnor och 1 236 män. Barn under 15 år utgör 9,0 %, vuxna 15-64 år 79 %, och äldre över 65 år 10,0 %.
Trakten runt Targen är nära nog obefolkad, med mindre än två invånare per kvadratkilometer. Närmaste större samhälle är Tahe, 10,4 km norr om Targen. I omgivningarna runt Targen växer i huvudsak blandskog.